# Eugene Estoppey

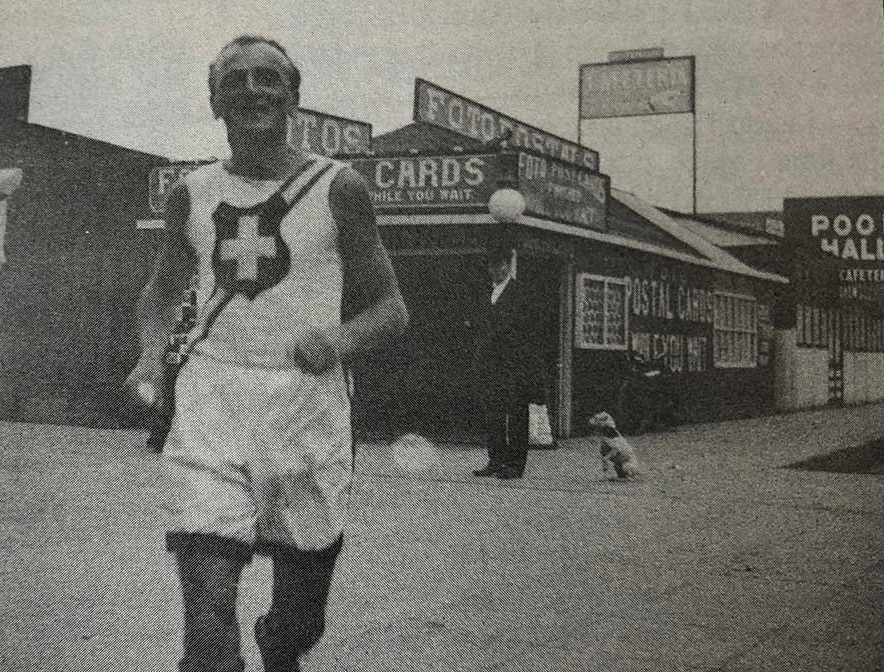
Estoppey auf seinem 1000-Meilen-Lauf

Eugene Estoppey (geb. 12. April 1871 in Lausanne – gest. 1943 in Kalifornien) war ein Langstreckenläufer. Im Jahr 1899 ist er den Boston Marathon in 3:13:43 gelaufen und erreichte damit den sechsten Rang.
Im Alter von 10 Jahren wanderte er mit seinen Eltern in die Vereinigten Staaten ein.
Im Jahr 1909 verbesserte er die Bestzeit auf der Laufstrecke Los Angeles – San Diego. Er ist auch bekannt durch sein Unterfangen im Jahre 1910, eine Zeit lang jede Stunde eine Meile (1609 m) zu laufen – nach 1000 Stunden und 1000 Meilen gab er auf. Er arbeitete als Rettungsschwimmer an den Stränden von Coronado (Kalifornien), insbesondere am North Beach. Mit dem Fahrrad fuhr er einmal die 3577 Meilen (5757 km) von Kalifornien nach New York, um seine Mutter zu besuchen.